# Jan Zítek
Jan Zítek (24. června 1826 Praha – 6. července 1895 Lčovice) byl český malíř a rytec, bratr architekta Josefa Zítka (tvůrce původního návrhu Národního divadla).

## Život
Jan Zítek byl starší syn Josefa Zítka (1793–1832) a Josefy, rozené Filemanové (1797–1856). Otec, pocházející z Bzové u Žebráku, odešel ve 20. letech 19. století do Prahy, kde se oženil, syn Jan se narodil krátce po svatbě. V roce 1832 se otec nakazil cholerou a zemřel, jeho třetí syn (druhý syn, též Josef, zemřel krátce po narození) Josef Zítek, pozdější architekt, se narodil po smrti svého otce.
Vdova Josefa Zítkova živila po smrti manžela sebe a své dva syny šitím a praním prádla a musela se zadlužovat. Lepší místo nalezla až v roce 1839, kdy se stala pradlenou u advokáta Adolfa Maria Pinkase a přestěhovala se s dětmi do jeho domu na Kampě č. 515. Dům navštěvovaly významné osobnosti českého života jako František Palacký, Karel Havlíček Borovský a Josef Mánes. Sourozenci se sblížili s Pinkasovým synem Soběslavem Hippolytem (1827–1901), pozdějším malířem.
Právě Josef Mánes, který si povšiml zájmu všech tří chlapců o kreslení, inspiroval nejspíš Jana Zítka k zájmu o rytinu. V polovině 40. let 19. století získal Jan stipendium na rytecké škole při pražské polytechnice, kterou vedl Jiří Döbler. Po jeho smrti, v roce 1845 získal Jan Zítek od českých stav stipendium do Vídně, kde se stal žákem vídeňské Akademie a vypracoval se na vynikajícího mědirytce. V roce 1860 se vrátil do Prahy, kde byl zaměstnán jako suplent na pražské reálce, poté se vrátil do Vídně, kde se věnoval výhradně rytině
V roce 1864 přijal profesuru učitele kreslení v Gorici, v roce 1865 se natrvalo vrátil do Prahy. Jeho žáky na reálce v Praze byli např. Antonín Chitussi, Emanuel Krescenc Liška, Jan Zeyer, Adolf a Karel Liebscherovi. Jeho zdraví nebylo pevné a roku 1867 odjel po záchvatu mrtvice na léčení, které mu finančně umožnil bratr Josef, do Rožnova pod Radhoštěm; později navštěvoval každoročně lázně, zejména Jeseník (Gräfenberg).
Od roku 1865 do odchodu do důchodu (1874) byl profesorem architektury na pražské reálce.
Když v roce 1888 manželka Marie Zítková zemřela, postaral se o svého nemocného bratra Josef Zítek, který ho přestěhoval do svého bytu. Zemřel na zámku svého bratra ve Lčovicích a byl pochován na hřbitově v Malenicích.

### Rodinný život
Manželka, rozená Marie Edle (šlechtična) von Schragl (1836–1858) pocházela ze Štýrského Hradce. Manželství bylo bezdětné. 

## Dílo
Jan Zítek byl znám především svými rytinami podle kreseb významných výtvarných umělců.

## Galerie

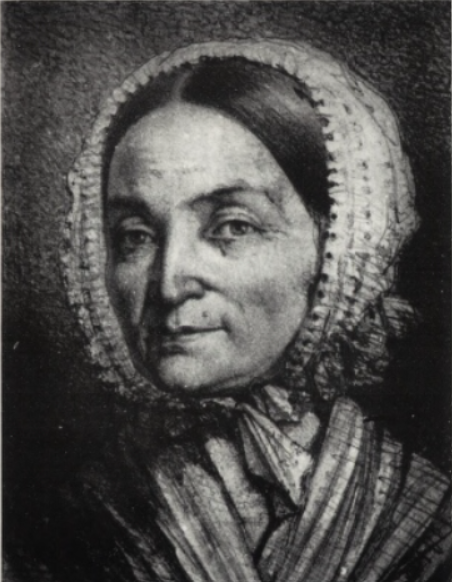
Jan Zítek: matka Josefa Zítková (kresba, 1855)
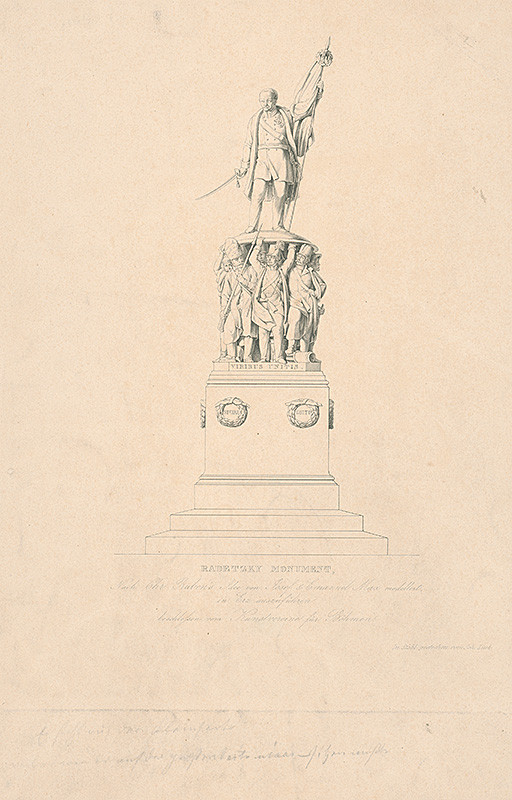
Jan Zítek: Pomník Radeckého v Praze (rytina podle Christiana Rubena, 1853)
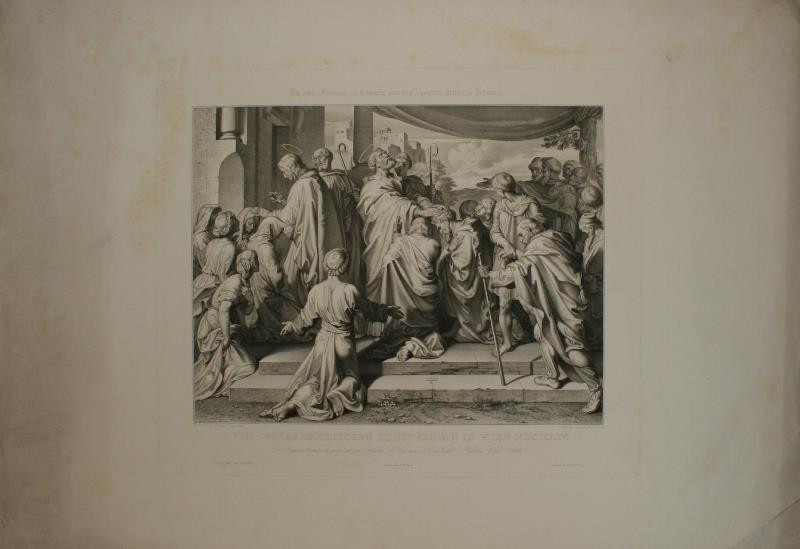
Jan Zítek: Sv. Petr a sv. Jan křtí (první biřmování v Samaří), ocelorytina

## Zajímavost
Zítkův kolega na pražské reálce Ferdinand Vaněk zanechal na jeho tamní působení vzpomínky velmi osobního charakteru. Vypověděl např., že napadal na levou nohu, pravděpodobně po mrtvici, a že byl proto předmětem posměchu profesorského sboru i studentů, i když si ho jako pedagoga vážili. O jeho češtině (po pobytu ve Vídni a Gorizii, kde vyučoval v němčině) prohlásil:
| „                                        | Česky mluvil stěží a ač o sobě prohlašoval, že je stoupencem Sladkovského a českého rodu a smýšlení, měl jsem jeho vlastenectví přece jen v podezření...Před vídeňskými nádeníky se bál, aby na něho a na ústav nepadl stín podezření, že snad sympatizuje s českou politikou. Smýšlení byl jinak však svobodomyslného a urputný nepřítel jezuitů. | “ |
| — Ferdinand Vaněk: Mé povolání učitelské | |   |